# 2023~2024년 엠폭스 유행
2023~2024년 엠폭스 유행은  2023년 9월 초 중앙 아프리카에서 시작된 엠폭스의 새로운 변종인 계통군 Ib로 인한 유행병이다. 2024년 8월 현재 21,000건 이상의 사례가 보고되었으며 사망자는 600명 이상이다. 그 대부분은 콩고 민주 공화국에서 발생했다.
2024년 8월 14일, 세계보건기구는 이 전염병을 국제적 공중보건 비상사태(PHEIC)로 선언했다.

## 배경
2022년 5월, 세계보건기구(WHO)는 이전 엠폭스 유행 당시, 국제적 공중보건 비상사태를 선언했다. 이 때부터 이듬해 5월 WHO가 비상사태 종료를 선언할 때까지 87,000명이 감염되어 140명이 사망했다.
2023년 9월부터 콩고 민주 공화국에서 다시 감염 사례가 급증하기 시작해 2024년까지 계속되었다, 2024년 8월 아프리카 질병통제예방센터(ACDC)는 지난해 같은 기간 대비 감염자 수가 160% 증가했다고 밝혔다 .

## 발생

### 현재까지 감염 사례
2024년 8월 22일  기준
|                  | 국가             | 확진자 ()       | 사망자 () | 최초 확진자 발생일 |
| ---------------- | ---------------- | --------------- | --------- | ------------------ |
| 콩고 민주 공화국 | 콩고 민주 공화국 | 18,000+ (1,888) | 629 (8)   | 2023년 9월         |
| 부룬디           | 부룬디           | 572 (171)       | 0         | 2024년 7월         |
| 케냐             | 케냐             | 33 (2)          | 0         | 2024년 7월         |
| 르완다           | 르완다           | 4               | 0         | 2024년 7월         |
| 우간다           | 우간다           | 4               | 0         | 2024년 7월         |
| 스웨덴           | 스웨덴           | 1               | 0         | 2024년 8월 15일    |
| 태국             | 태국             | 1               | 0         | 2024년 8월 22일    |
| 총               | 총               | 18,500+         | 629       |                    |

1. ↑  실험실 확진확인 사례 수
2. ↑  실험실 사망확인 사례 수

|                     | 국가                 | 확진 사례 () | 사망 사례 () | Status                                      |
| ------------------- | -------------------- | ------------ | ------------ | ------------------------------------------- |
| 미국                | 미국                 | 1,800+       | ~5           | 계통군 IIb                                  |
| 나이지리아          | 나이지리아           | 868 (48)     | 0            | 계통군 II                                   |
| 오스트레일리아      | 오스트레일리아       | 300+         | 0            | 계통군 IIb                                  |
| 중앙아프리카 공화국 | 중앙 아프리카 공화국 | 263 (28)     | 0            | 계통군 Ia                                   |
| 영국                | 영국                 | 200+         | 0            | 계통군 미상                                 |
| 캐나다              | 캐나다               | 164+         | 0            | 계통군 IIb                                  |
| 콩고 공화국         | 콩고 공화국          | 146 (19)     | 1            | 계통군 Ia                                   |
| 독일                | 독일                 | 85+          | 1            | 계통군 미상                                 |
| 카메룬              | 카메룬               | 35 (5)       | 2            | 계통군 II과 계통군 Ia                       |
| 코트디부아르        | 코트디부아르         | 28           | 1            | 계통군 II                                   |
| 남아프리카 공화국   | 남아프리카 공화국    | 24           | 3            | 계통군 II                                   |
| 인도네시아          | 인도네시아           | 14           | 0            | 계통군 II                                   |
| 싱가포르            | 싱가포르             | 13           | 0            | 계통군 II                                   |
| 아르헨티나          | 아르헨티나           | 8+           | 0            | 계통군 미상                                 |
| 아일랜드            | 아일랜드             | 6+           | 0            | 계통군 II                                   |
| 라이베리아          | 라이베리아           | 5            | 0            | 계통군 II                                   |
| 가나                | 가나                 | 4            | 0            | 계통군 II                                   |
| 파키스탄            | 파키스탄             | 4            | 0            | 계통군 II                                   |
| 필리핀              | 필리핀               | 4            | 0            | 계통군 미상 (2023년 12월), 계통군 II (2024) |
| 중화민국            | 중화민국             | 4            | 0            | 계통군 미상                                 |
| 포르투갈            | 포르투갈             | 3            | 0            | 계통군 IIb                                  |
| 말라위              | 말라위               | 2            | 0            | 계통군 미상                                 |
| 모잠비크            | 모잠비크             | 1            | 0            | 계통군 미상                                 |
| 가봉                | 가봉                 | 1            | 0            | 계통군 미상                                 |

1. ↑  실험실 확진확인 사례 수.
2. ↑  실험실 사망확인 사례 수.

### 연대표
2023년 9월까지 콩고 민주 공화국에서는  엠폭스 하위 계통군 Ib 감염 사례가 증가하고 있었으며 그 중 몇몇은 남키부주에 위치한 광산 마을인 카미투가에서 확인되었다. 2024년 1월 전국적인 발병이 보고되었다 .
2024년 8월 12일, ACDC는 아프리카 엠폭스 발병 증가가 공중보건의 비상사태가 되었다고 선언했으며, 517명 이상이 사망했다고 보고되었다. 이에 따라 이 기구는 국제사회의 도움과 개입을 요청해 바이러스 확산을 막고 감염 환자를 치료할 것을 촉구했다. ACDC는 이번 발병을 유발한 바이러스 변종의 치사율이 3~4%로 2022~2023년 엠폭스 발병 당시 기록했던 1% 미만의 치사율보다 상당히 높다고 밝혔다. 8월 14일, 세계보건기구는 엠폭스에 국제적 공중보건 비상사태를 선포했다.
2024년 8월 16일 현재 15개국에서 엠폭스 감염 사례가 확인된 것으로 보고되었으며,   감염자와 사망자 96% 이상이 콩고 민주 공화국에서 확인되었으며, 보고된 사례는 16,839건, 사망자는 501명이었다. ACDC는 콩고 민주 공화국에서 보고된 감염자의 70%, 사망자의 85%가 15세 미만 어린이였다고 밝혔다. 역학자 자크 알론다는 콜레라와 홍역이 동시에 창궐하고 영양실조가 만연해 공중 보건 시스템에 무리가 온 콩고 민주 공화국과 그 이웃 국가의 난민 수용소에서 엠폭스 퍼지고 있는 것에 대해 우려를 표했다.

### 광범위하게 전파된 국가

#### 콩고 민주 공화국
2024년 8월 16일 현재, 콩고민주공화국에서는 엠폭스 감염 의심 사례가 누적 16,839건(최소 1,888건은 실험적 확인)과 사망자 501명(최소 8건은 실험적 확인)이 보고되었다.  

### 제한적으로 전파된 국가
2024년 8월 현재 15개국에서 엠폭스 감염 사례가 보고되었다.  WHO는 콩고 민주 공화국의 발병과 관련된 모든 엠폭스 변종의 새로운 감염 사례가 부룬디, 케냐, 르완다, 우간다의 4개 동아프리카 국가에서 처음으로 확인되었다고 보고했다.  코트디부아르도 처음으로 새로운 감염 사례를 보고했다. 

#### 중앙 아프리카 공화국
2024년 7월 30일, 중앙아프리카공화국 보건부 장관 피에르 솜세는 주로 농촌 지역에 제한되었던 엠폭스의 방기에서의 감염 사례를 확인했다고 발표했다 . 솜세 장관은 일부 가정이 낙인 찍힐 것을 두려워하여 감염된 가족 구성원을 숨기고 있어 질병 전파 위험을 증가시키고 있다고 밝혔다.

#### 스웨덴
2024년 8월 15일, 스웨덴 공중보건국은 스톡홀름에서 치료를 받고 있던 환자가 엠폭스 바이러스 하위 계통군 1b에 감염된 사실을 확인했다고 밝혔으며, 해당 환자는 엠폭스 발병 영향을 받은 아프리카의 한 지역에서 머무는 동안 감염됐다고 밝혔다. 공중보건국은 보도 자료에서 이번 감염 사례 자체가 일반 대중에게 더 높은 위험을 나타내지는 않지만,"종종 해외에서 유입된 감염 사례가 계속 발생할 수 있다"고 밝혔다.

#### 파키스탄
2024년 8월 15일, 파키스탄 국가지휘작전센터는 이전 아랍에미리트에서 귀국한 카이베르파크툰크와주 마르단 거주자를 엠폭스 의심 사례로 보고했으며, 이후 파키스탄 보건부로부터 이 사람이 엠폭스에 감염된 것이 확인되었으나, 변종의 특성을 확인하기 위한 바이러스 샘플의 염기서열 분석은 아직 진행 중이었다.
8월 17일, 카이베르파크툰크와주 보건부는 두 명의 환자가 엠폭스 양성 반응을 보였고 또 다른 한명은 검사 결과를 기다리고 있다고 밝혔다. 이 환자들은 모두 최근 아랍에미리트에서 파키스탄으로 귀국했다.
8월 19일, 중동에서 막 돌아온 아자드 카슈미르 주민으로부터 또다른 감염 의심 사례가 발생했다. 하지만 보건국은 현재 파키스탄 내에서 원숭이두창 바이러스 계통군 Ib로 인한 감염 사례가 발생하지 않았다고 발표했다.

#### 중화민국
2024년 8월 18일, 중화민국 타이난시 보건국은 8월 16일 엠폭스 확진자 3명을 확인했으며, 확진자 3명의 감염 경로는 파악되지 않았다고 밝혔다. 확진자들의 이동 기록과 변종은 공개되지 않았다. .

## 바이러스
엠폭스는 원숭이두창 바이러스로 인해 발병되며,  직접 의사소통 및 기타 종류의 신체 접촉 오염된 침대보 혹은 옷이나 바늘, 성적 접촉 및 오염된 고기의 섭취 등 감염된 동물이나 사람과의 밀접한 접촉을 통해 전파된다.
2024년 4월, 연구자들은 콩고 민주 공화국 남키부주의 광산 마을인 카미투가에서 엠폭스 하위 계통군 I을 식별했다.  역학자들은 새로운 변종(이후 "하위계통군 Ib" 또는 "하위계통군 1b" 로 명명됨)이 다른 엠폭스 변종에 비해 더 쉽게 확산될 가능성이 있다고 보고했다. 연구자들은 이 변종이광산 도시의 외진 위치로 인해 자연적으로 질병을 전파하는 동물들과의 접촉이 크게 제한되어 인간 간 전파가 더 쉽게 이루어지도록 유전적 돌연변이를 겪었을 것이라는 이론을 제시했다.
콩고 국가생의학연구소의 플라시드 음발라-킹게베니 박사는 이번 분석 결과가 2022년과 2023년에 발생한 이전 발병과는 다른 "새로운 단계의 엠폭스"을 나타낸다고 보고했다. 새로운 변종은 주로 생식기 부위에 병변을 일으켜 가슴, 발, 손에 병변을 일으켰던 이전 변종에 비해 진단이 더 어려워졌다고 전했으며, 이 변종이 증상이 다르게 나타나기 때문에 무증상 전파가 발생할 가능성이 더 높다고도 언급했다. 연구팀은 이번에 감지된 형태가 클레이드 I형 변종으로, 2022-2023년 원숭이두창 발병 당시 우세했던 클레이드 II형에 비해 역사적으로 더 심각한 증상을 일으켰다고 판단했다.

## 예방 및 완화
2024년 6월까지 엠폭스 백신은 어느 아프리카 국가에서도 승인을 받지 못했으며, WHO 예방접종전략 전문가자문그룹은 어떤 백신의 효능도 인증하지 않았다. WHO의 공중보건 비상사태 프로그램 책임자 마이클 J. 라이언은 NPR과의 인터뷰에서 콩고 민주 공화국이 홍역과 콜레라를 포함한 여러 다른 풍토병에 동시에 직면해 있다고 말했다. 그 시점까지 콩고 민주 공화국에서는 엠폭스에 대해 중합효소 연쇄 반응 검사를 수행할 수 있는 연구실이 두 곳뿐이었다.
2024년 6월, 로이터는 콩고민주공화국 보건 당국이 바바리안 노르디크가 제조한 진네오스 백신과 KM 바이오로직스가 제조한 LC16 백신을 긴급 승인했다고 보도했다. 이후 진네오스 백신은 나이지리아에서도 긴급 사용이 승인되었다.

같은 해 8월, 세계백신면역연합의 최고경영자인 사니아 니슈타르는 백신 접종을 위해 최대 5억 달러를 투입할 예정이라고 밝혔다. 이 기금은 원래 코로나19 범유행 동안 주로 정부와 세계적 건강 기금 제공자들의 기부금을 통해 설정되었지만 나중에 새로운 건강 비상 상황에 대응하기 위해 유지되었다. 그러나 니쉬타르는 GAVI와 유니세프가 영향을 받은 국가들로부터 공식적인 요청과 세계보건기구로부터 mpox 백신에 대한 확정적인 승인을 받아야만 영향을 받은 국가들에게 백신을 주문하고 배포할 수 있다고 밝혔다. 이에 WHO는 아직 국가 승인이 보류 중인 국가에서 긴급 사용을 위한 백신에 대한 접근을 가능하게 하는 프로세스의 시작을 발표했다.
8월 14일, 미국 보건복지부는 미국 정부가 콩고 민주 공화국에 진네오스 백신 50,000회분을 기부할 것이라고 발표했으며,  미국이 이전 중부 및 동부 아프리카에서 엠폭스 하위 계통군 I 준비 및 대응 노력을 지원하기 위해 1,700만 달러를 지원했다고 밝혔다.
8월 16일, 바바리안 노르디크는 보도자료를 통해 진네오스/임벤넥스의 승인 대상을 12~17세 청소년으로 확대하기 위해 유럽 의약품청에 국 국립 알레르기 및 감염병 연구소로부터 자금을 지원받은 임상 시험의 초기 결과 를 임상 데이터를 제출했다고 발표했다.  이 임상 시험에는 앞서 언급된 연령대를 포함한 315명의 청소년과 18~50세 성인 211명이 참여했으며, 이 결과에 따르면 두 연령대 간에 표준 용량으로 백신을 접종한 후 면역 반응과 안전 프로필이 유사했다. 바바리안 노르디크은 또한 2~12세 어린이를 대상으로 한 백신 연구가 2024년 후반에 콩고 민주 공화국과 우간다에서 실시될 것이라고 밝혔다.
또한 8월 16일 중국 해관총서는 국가 당국이 향후 6개월 동안 유행의 영향을 받은 지역에서 중국으로 들어오는 사람과 물품에 대한 검사 조치를 취할 것이라고 발표했다.
8월 17일, 파키스탄 총리실 국가 보건 담당 조정관 무크타르 아마드 바라트는 예방적 안전 조치로 국가 당국이 아프가니스탄, 인도, 이란, 중국 등 주변 국가와의 국경과 모든 공항에 스캐너를 설치했다고 밝혔다.

### 참고 문헌
- Mpox Situation in Africa (PDF) (보고서). Africa Centres for Disease Control and Prevention. 2024년 7월 30일. 2024년 8월 6일에 원본 문서 (PDF)에서 보존된 문서. 2024년 8월 16일에 확인함.
- WHO African Region Mpox Bulletin - 11 August 2024 - Democratic Republic of the Congo (PDF) (보고서). World Health Organization. 2024년 8월 11일. 2024년 8월 16일에 확인함 – ReliefWeb 경유.
- Murhula Masirika, Leandre; Kumar, Anuj; Dutt, Mansi; Toloue Ostadgavahi, Ali; Hewins, Benjamin; Bubala Nadine, Maliyamungu; Kitwanda Steeven, Bilembo; Kumbana Mweshi, Franklin; Mutimbwa Mambo, Léandre; Bengehya Mbiribindi, Justin; Belesi Siangoli, Freddy; A Kelvin, Alyson; 계통군 Udahemuka, Jean; Kelvin, Patricia; Flores, Luis; Kelvin, David; Sganzerla Martinez, Gustavo (April 2024). “Complete Genome Sequencing, Annotation, and Mutational Profiling of the Novel Clade I Human Mpox Virus, Kamituga Strain”. 《Journal of Infection in Developing Countries》 18 (4): 600–608. doi:10.3855/jidc.20136. PMID 38728644. 2024년 8월 14일에 확인함.